# Borgbackup

## Storia
Lo sviluppo di Attic è iniziato nel 2010 ed è stato accettato in Debian nell'agosto 2013. Attic è disponibile da pip e in particolare fa parte di Debian, Ubuntu, Arch e Slackware.
Nel 2015, Attic è stato sottoposto a procedura di "fork" generando il software "Borg" apparentemente per supportare uno "sviluppo più aperto e più veloce", secondo i suoi sviluppatori. Molti problemi in Attic sono stati risolti con il fork, ma la compatibilità con le versioni precedenti con il programma originale è andata persa (esiste un processo di aggiornamento non reversibile). Borg 1.0.0 è stato rilasciato il 5 marzo 2016, Borg 1.1.0 è stato rilasciato il 7 ottobre 2017, Borg 1.2.0 è stato rilasciato il 22 febbraio 2022.
Dal 2018, Borg è in sviluppo attivo da parte di molti contributori, mentre lo sviluppo di Attic è attualmente in fase di stallo. Sono disponibili versioni stabili da varie distribuzioni Linux come Debian, Ubuntu, Fedora, OpenSUSE e altre, dalla raccolta di port di vari derivati BSD e da brew per macOS. Il progetto fornisce binari predefiniti per Linux, FreeBSD e macOS.
A partire da aprile 2021, il sito web di Attic è stato rimosso.
Borg 2.0 interromperà la compatibilità con le versioni precedenti e quindi anche con Attic.

## Progetto
Borg offre backup efficienti, deduplicati, compressi e (facoltativamente) crittografati e autenticati.
Un backup include metadati come proprietario/gruppo, autorizzazioni, ACL POSIX e attributi di file estesi. Gestisce anche file speciali, come collegamenti fisici, collegamenti simbolici, file di dispositivi, ecc. Internamente rappresenta i file in un archivio come un flusso di metadati, simile a tar e diversamente da strumenti come git. Il progetto Borg ha creato un'ampia documentazione del funzionamento interno.
Utilizza un hash mobile per implementare la deduplicazione globale dei dati. La compressione predefinita è lz4, la crittografia è AES (tramite OpenSSL) autenticata da un HMAC.

## Frontend
Poiché Borg è essenzialmente un programma a riga di comando, esistono diversi frontend GUI per Borg. Qualche app desktop, Pika e Vorta ad esempio e molte interfacce web. Consultare le pagine della community per avere un elenco aggiornato.